# Rasszoha (Jaszacsnaja)
A Rasszoha (oroszul: Рассоха) folyó Oroszország ázsiai részén, Jakutföldön, a Jaszacsnaja bal oldali mellékfolyója.

## Földrajz
Hossza: kb. 254 km, vízgyűjtő területe: 8820 km², évi közepes vízhozama: 53 m³/s.
A Cserszkij-hegylánchoz tartozó Ulahan-Csisztaj-hegységben, két forrásága: a Szumun (vagy: Hara-Ulah) és az Ulahan-Nagain egyesülésével keletkezik és északkelet felé folyik. Középső szakaszán áttöri magát a Moma-hegységen, majd az Arga-Tasz-hegységen. A torkolattól 125 km-re kijut a hegyek közül és a Kolima-alföldön szétterülve, kanyarogva éri el a Jaszacsnaját, 84 km-re annak torkolatától.
Vízgyűjtő területének éghajlata kontinentális szubarktikus, nagyon hideg téllel. A folyót október közepétől kb. 220 napig jég borítja, egyes részeken fenékig befagy. Partjain nincs jelentősebb állandó település.